# Chilok (Fluss)
Der Chilok (russisch Хило́к, burjatisch Хёолго, mongolisch Хялга гол) ist ein 840 Kilometer langer rechter Nebenfluss der Selenga in Daurien im Süden Ostsibiriens.

## Verlauf
Der Chilok entfließt dem etwa 50 Kilometer (Luftlinie) nordwestlich von Tschita in 965 m Höhe gelegenen Arachlei-See. Der 58,5 km² große See liegt auf der Wasserscheide zwischen den Einzugsgebieten des Jenissei und der Lena: über den Chilok entwässert er zum Jenissei, über einen Bach in nordöstlicher Richtung zum Witim und damit der Lena. Zunächst durchfließt der Chilok den 53,6 km² großen Schakschinskoje-See (auch Schakscha-See). Die nur zwei Kilometer lange Verbindung der beiden Seen heißt auch Choloi. In weiten Tal des Chilok-Oberlaufes gibt es weitere Seen. Der größte ist der Irgen-See mit 33 km², der über einen Arm mit dem Fluss verbunden ist.
Der Chilok fließt weiter auf dem Territorium der Region Transbaikalien durch ein weites Tal in westsüdwestlicher Richtung parallel zum südlich des Flusses gelegenen Jablonowygebirge. Er erreicht die autonome Republik Burjatien und wendet sich etwa 100 Kilometer oberhalb seiner Mündung scharf nach Norden. Schließlich mündet er etwa 70 Kilometer südwestlich der Republikshauptstadt Ulan-Ude in 522 m Höhe in die Selenga, dem größten Zufluss des Baikalsees.
Im gesamten Verlauf bildet der Fluss auf weiten Strecken Mäander und teils viele Kilometer voneinander entfernte Arme. Bedeutendster Nebenfluss ist der Ungo von links. Der Flussname ist vom ewenkischen Wort kilka für Schleifstein abgeleitet.

## Hydrographie
Das Einzugsgebiet des Chilok umfasst 38.500 km². In Mündungsnähe erreicht der Fluss eine Breite von etwa 150 Meter und zwei Meter Tiefe; die Fließgeschwindigkeit beträgt 1,8 m/s.
Der Chilok gefriert von Oktober/Anfang November bis Ende April/Anfang Mai. Dabei kann er im Mittellauf zwischen Ende Dezember und April bis zum Grund durchfrieren. Die mittlere Wasserführung (MQ) beträgt 22 Kilometer oberhalb der Mündung 96 m³/s, bei einem mittleren monatlichen Minimum von 4,1 m³/s im Februar und einem Maximum von 220 m³/s im Mai. Während der gesamten Sommermonate (Mai bis September) führt der Chilok niederschlagsabhängig von Jahr zu Jahr stark schwankend Hochwasser.

## Infrastruktur
Der Chilok ist auf mehreren Dutzend Kilometern im Unterlauf schiffbar.
Fast im gesamten Verlauf des Flusses gibt es kleinere Ortschaften. Einzige Stadt ist das nach dem Fluss benannte Chilok. Das Gebiet ist infrastrukturell daher relativ gut erschlossen. Zwischen den Stationen Kuli (Streckenkilometer 5812) und Sochondo (Streckenkilometer 6096) folgt die Transsibirische Eisenbahn auf fast 300 Kilometern dem Mittel- und Oberlauf des Flusses auf seiner rechten (nördlichen) Seite, bevor sie ihn bei Sochondo überquert. Auf diesem Abschnitt verläuft auch Fernstraße M55 Irkutsk–Tschita, Teil der transkontinentalen Straßenverbindung, im Flusstal.
Weiter westlich, beim Dorf Maleta, wird der Chilok von der Regionalstraße R425 überquert, die von Petrowsk-Sabaikalski ausgehend nach Krasny Tschikoi führt und den Südwesten der Region Transbaikalien am Mittellauf des Tschikoi erschließt.
Die Seen am Oberlauf des Chilok sind Urlaubs-, Erholungs- und Angelgebiet besonders für die Bewohner der Regionshauptstadt Tschita.